# Lymfoedeem
Lymfoedeem betekent dat zich te veel lymfevocht op bepaalde plaatsen, bijvoorbeeld in het been, ophoopt. Het is een van de mogelijke vormen van oedeem. Het wordt lymfoedeem genoemd als de oorzaak in de lymfe gelegen is. Het is te beschouwen als een verstoord evenwicht tussen de productie en de afvoer van lymfe.

## Verschijnselen
Bij lichamelijk onderzoek onderscheidt lymfoedeem zich van veneus oedeem doordat de laatste meestal pitting is: als je met de vingers op de gezwollen huid drukt, blijven er putjes achter. Bij lymfoedeem veert de huid terug, het voelt meer rubberachtig aan. Bij lymfoedeem is ook vaak de voorvoet gezwollen. Als het tussen de 2e en 3e teen niet mogelijk is om de huid van de voetrug vast te pakken, is het teken van Stemmer positief. Bij langdurig bestaand lymfoedeem kan de huid woekeringen gaan vertonen, met een bloemkool-achtig aspect (papillomatose).

## Oorzaken
Er wordt onderscheid gemaakt tussen primair en secundair lymfoedeem.
- Primair lymfoedeem is een aangeboren aandoening die weinig voorkomt. Doordat er minder lymfbanen aanwezig zijn ontstaat bij het ouder worden zwellingen. In ernstige gevallen vanaf de kindertijd, in minder ernstige gevallen vanaf een leeftijd van 18 tot 25 jaar.
- Secundair lymfoedeem komt vaker voor en kan ontstaan door:
  - Vertraagde afvoer via de lymfe. Een voorbeeld hiervan is een lymfoedeem van de arm, dat kan ontstaan na het weghalen van lymfeklieren in de oksels bij een borstkanker. Een andere oorzaak is beschadiging van de lymfevaten door wondroos. De enorme zwelling van een been of het scrotum, wat in tropische gebieden voorkomt, is het gevolg van een beschadiging van de lymfevaten door een worminfectie (filariasis).
  - Verlaagde colloïd-osmotische druk. Dit kan voorkomen bij levercirrose
  - Als veneus oedeem lang blijft bestaan (maanden), kan het overgaan in lymfoedeem.

## Behandeling
- Om lymfoedeem te voorkomen is het belangrijk oedeem (door erysipelas, diepveneuze trombose, veneuze insufficiëntie of lymfeklierdissectie) in een vroeg stadium te behandelen.
- Zwachtelen
- Manuele lymfedrainage: speciale massagetechniek, bedoeld om de lymfeafvoer te bevorderen.
- Lymfechirurgie: er wordt een verbinding gemaakt tussen de verstopte lymfevaten en nabijliggende aders om zo het vocht weg te voeren, een zogenaamde lymfo-veneuze anastomose (LVA). Deze techniek wordt onderzocht bij vrouwen na borstkanker in de LYMPH-trial in het Radboudumc en MUMC+.[1]
- Intermitterende Pneumatische Compressie Therapie (afgekort IPC-Therapie) of ook wel Pressotherapie genoemd: dit is een automatisch uitgevoerde massage dat zowel in de praktijk van een arts of therapeut wordt toegepast, echter ook thuis onder begeleiding kan worden toegepast.
- Er bestaan tapes, die de lymfeafvoer zouden stimuleren.
- Therapeutische elastische kousen (TEK-kousen of steunkousen genoemd).
- Bewegen: werken met gewichtjes, of roeibewegingen maken, kan bij een oedeemarm de spieren zo trainen dat ze werken als pomp die het lymfevocht in de goede richting verplaatst.[2]

## Vergoedingen
Behandeling van de chronische aandoening lymfoedeem wordt in Nederland vergoed vanuit de basisverzekering. Hulpmiddelen benodigd voor de behandeling, zoals verbandmiddelen nodig bij het zwachtelen, TEK-kousen vanaf drukklasse 2, lymftape of een IPC-therapie massage-apparaat, worden ook vanuit de basisverzekering vergoed.